# 베드레토
베드레토(Bedretto)는 스위스 티치노주의 레벤티나구의 마을이다. 티치노강의 최상류인 발 베드레토(Val Bedretto)에 있다.

## 역사
1906년 로마 시대 이전의 무덤과 로마 시대 별장과 동전이 베드레토에서 발견되었다. 그것이 원래 아이롤로(Airolo)의 일부였다는 추정은 사용가능한 어떤 기록으로도 확인할 수 없다. 베드레토는 1210년에 베도레도(Bedoledo)로 처음 언급되었으며 당시에는 별도의 자치체였다. 이미 1227년에 레벤티나 계곡의 고산 목초지가 지역 사회로 나누어졌을 때 베드레토는 종속된 주변 농장과 작은 마을이 있었다. 베드레토는 고산 목초지가 주어지지 않은 유일한 공동체였다.
1227년에는 베드레토도 별도의 교구로 언급되었다. 빌라 정착지에 있는 마르티리 마카바이(SS Martiri Maccabei) 교구 교회는 1594년 눈사태로 파괴된 후 재건되었다. 기존 건물은 19세기에 지어졌다.
알라쿠아(All'Acqua)의 호스피스는 두 개의 유명한 산악 횡단의 출발점이었다. 발레주 상류의 울리헨으로 이어지는 누페넨 고개는 이탈리아 포르마차(Formazza)로 이어지는 파소 디 산 자코모(Passo di San Giacomo) 계곡과 연결된다. 성 니콜라스의 호스피스는 오래된 노새길의 두 번째 역이었다. 베드레토 계곡의 가파른 경사로 인해 눈사태가 종종 마을을 덮쳤다. 1863년 눈사태로 마을의 절반이 파괴되고 29명이 사망했으며 1749년에는 13명이 사망했다. 겨울에는 계곡이 자주 끊어지고 마을과 아이롤로 간의 연결이 며칠 동안 중단될 수 있다. 눈사태 장벽이 건설되면서 상황이 개선되었다. 아이롤로와 베드레토 사이의 도로는 1924년에 개통되었고, 1932년에는 론코까지 확장되었으며, 1964년에는 누페넨을 넘어 확장되었다. 계곡은 오늘날에도 여전히 상당히 고립되어 있으며 발레와의 지속적인 연결이 되지 않는 경우도 있다. 푸르카 베이스 터널 프로젝트는 실패했다. 역사적으로 계곡의 희소한 자원(소, 낙농업, 감자와 호밀 재배)은 모든 주민들을 먹일 수 없었다. 그래서 그들은 군밤굽기, 접대부 또는 가사도우미로 일하기 위해 계절에 따라 해외(주로 이탈리아와 프랑스)로 이주해야 했다. 제2차 세계 대전이 끝난 후 계절적 이동이 중단된 이후 계곡의 인구는 더 빠르게 감소했다. 영주 인구의 감소는 여름에 현지인의 귀환으로 상쇄되고, 겨울에는 관광객과 휴가 손님의 유입으로 상쇄된다.

## 지리

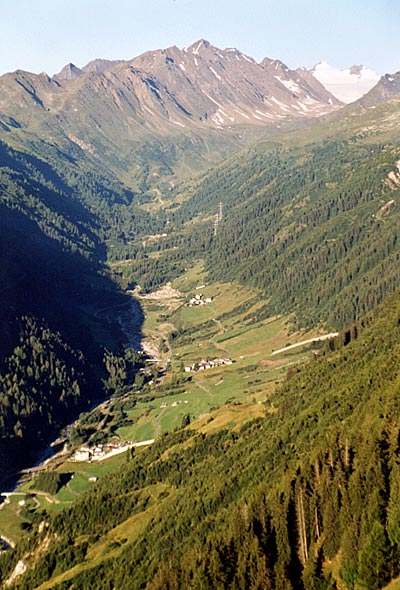
발 베드레토(Val Bedretto). 가운데 베드레토가 있고, 더 멀리 론코와 알라쿠아가 있다. 누페넨 고개는 계곡의 머릿 부분

월터 미텔홀처가 찍은 공중 사진(1931)

베드레토는 누페넨 고개에서 티치노강의 상류를 거쳐 아이롤로까지 이어지는 베드레토 계곡에 위치해 있다. 지방 자치 단체는 베드레토 마을과 론코의 작은 마을, 빌라(시 행정 구역) 및 오사즈코로 구성되어 있으며 레벤티나 지역의 일부를 형성한다.
시정촌의 면적은 1997년 기준으로 75.23k㎡이다. 이 지역 중 1.5k㎡ (2.0%)가 농업 목적으로 사용되는 반면 8.75k㎡ (11.6%)는 삼림이 된다. 나머지 토지 중 0.67k㎡ (0.9%)가 정착(건물 또는 도로), 0.69k㎡(0.9%)가 강 또는 호수이며 42.06k㎡(55.9%)는 불모지이다.
건설 면적 중 주택과 건물이 0.2%, 교통 기반 시설이 0.5%를 차지했다. 숲이 우거진 토지 중 전체 토지의 5.8%는 숲이 우거져 있고, 2.3%는 과수원이나 작은 나무 군락으로 덮여 있다. 농경지 중 1.8%가 작물 재배에 사용된다. 시정촌의 모든 물은 흐르는 물이다. 불모지 중 19.1%는 비생산적인 초목이고, 36.8%는 초목이 자라기에는 너무 암석이 많은 지역이다.

## 인구통계
베드레토의 인구(2020년 12월 기준)는 102명이다. 2008년 기준으로 인구의 12.2%가 외국인이다. 지난 10년(1997-2007) 동안 인구는 7.8%의 비율로 변화했다.

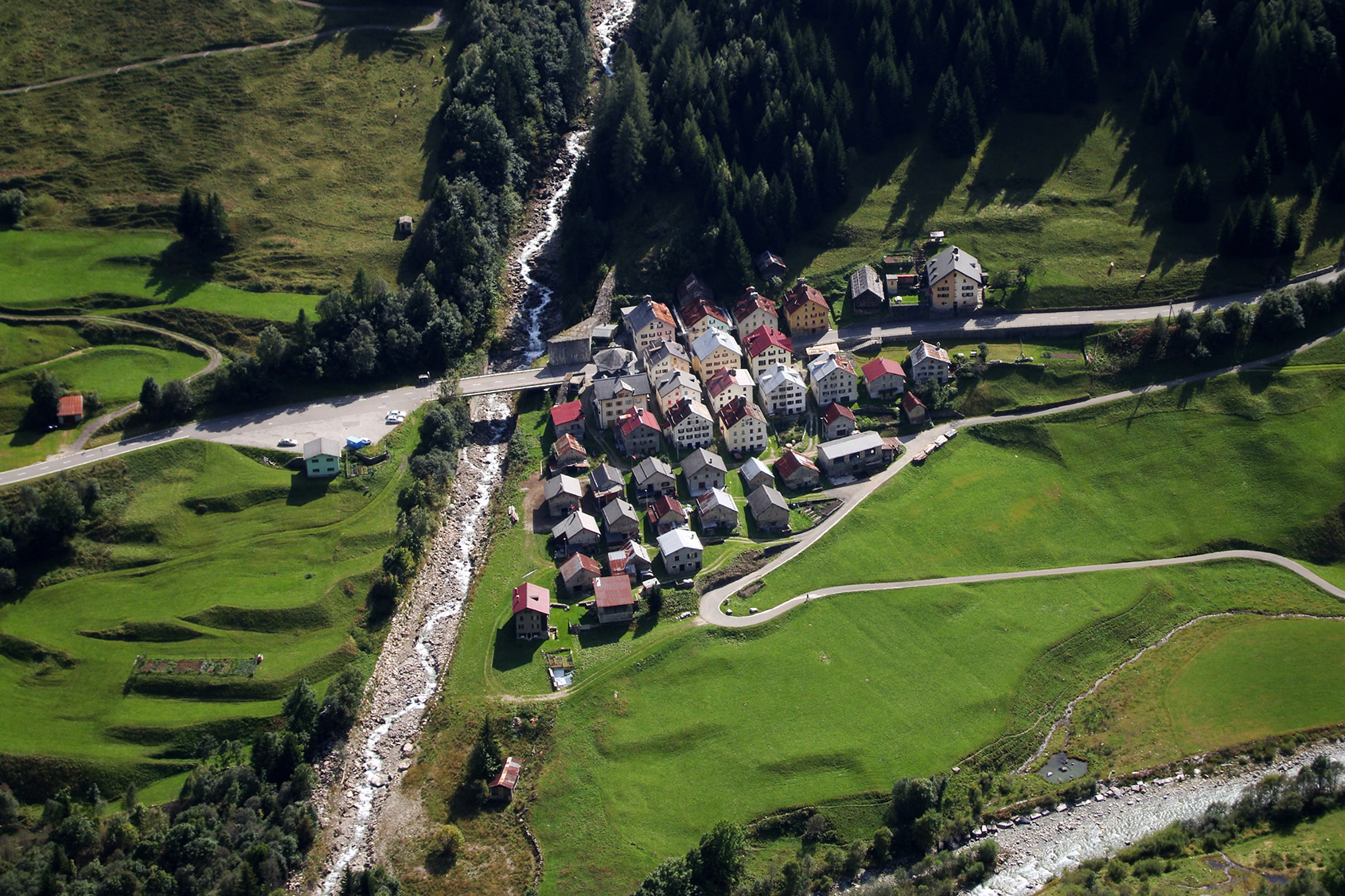
폰타나의 마을

2000년 기준, 인구 대부분은 이탈리아어 (91.7%)를 사용하며 독일어가 두 번째로 많이 사용(4.2%)되고 프랑스어가 세 번째(4.2%)로 사용된다. 스위스의 공용어(2000년 기준) 중 3명은 독일어, 3명은 프랑스어, 66명은 이탈리아어를 사용한다. 나머지(사람)는 다른 언어를 사용한다.
2008년 기준으로 인구의 성별 분포는 남성 52.2%, 여성 47.8%이다. 인구는 26명의 스위스 남성(인구의 38.8%)과 9명(13.4%)의 비스위스계 남성으로 구성되었다. 스위스 여성은 30명(44.8%), 비스위스계 여성은 2명(3.0%)이었다.
2008년에는 스위스 시민이 2명 출생했고 스위스 시민이 3명 사망했다. 이민과 이주를 무시하면 스위스 시민의 인구는 1명이 감소했고, 반면 외국인 인구는 그대로 유지되었다. 스위스로 재이민 온 1명의 스위스 여성이 있었다. 동시에 스위스에서 다른 나라로 이주한 비스위스계 남자 1명이 있었다. 2008년 전체 스위스 인구 변화(모든 출처에서)는 8명이 감소했고, 비스위스계 인구 변화는 1명 감소했다. 이는 -10.8%의 인구 증가율을 나타낸다.
2009년 기준으로 베드레토의 연령 분포는 다음과 같다. 4명의 어린이 또는 인구의 6.0%는 0-9세 사이이고 1명의 십대는 10-19세이다. 성인 인구 중 5명 또는 인구의 7.5%가 20-29세이다. 8명 또는 11.9%는 30~39세, 11명 또는 16.4%는 40~49세, 8명 또는 11.9%는 50~59세이다. 노인 인구 분포는 6명 또는 인구의 9.0%가 60세 사이이다. 그리고 69세는 9명(70~79세)이 13.4%, 80세 이상이 15명(22.4%)이다.
2000년 기준으로 시정촌에는 37개의 민간가구가 있고, 가구당 평균 1.9명이다. 2000년에는 총 141개 주거동 중 126호(전체의 89.4%)가 단독주택이었다. 단독주택은 2채(5.7%)가 8채, 다가구는 1채(0.7%)였다. 또한 시정촌에는 다목적 건물(주거 및 상업 또는 기타 목적으로 사용)인 6개의 건물이 있었다.
2008년 시정촌 공실률은 0%였다. 2000년에는 시정촌에 152개의 아파트가 있었다. 아파트 규모는 방 5개짜리 아파트가 48개로 가장 많았다. 1인실이 7개, 5개 이상 있는 아파트가 48개였다.  이 중 상시 입주가 가능한 아파트는 총 37채(전체의 24.3%)였으며, 성수기 아파트는 115채(75.7%), 공실은 0.0%였다.
2007년 기준 신규주택 건설률은 주민 1000명당 0세대이다.
역사적 인구는 다음 표에 나와 있다.
| 년도 | 인구       |
| ---- | ---------- |
| 1567 | 38 Hearths |
| 1745 | 293        |
| 1798 | 594        |
| 1850 | 388        |
| 1900 | 257        |
| 1930 | 275        |
| 1950 | 213        |
| 1960 | 148        |
| 1970 | 117        |
| 1980 | 77         |
| 1990 | 50         |
| 2000 | 72         |

## 볼거리
베드레토(베드레토)와 빌라의 전체 마을은 스위스 유산 목록의 일부로 지정되었다.

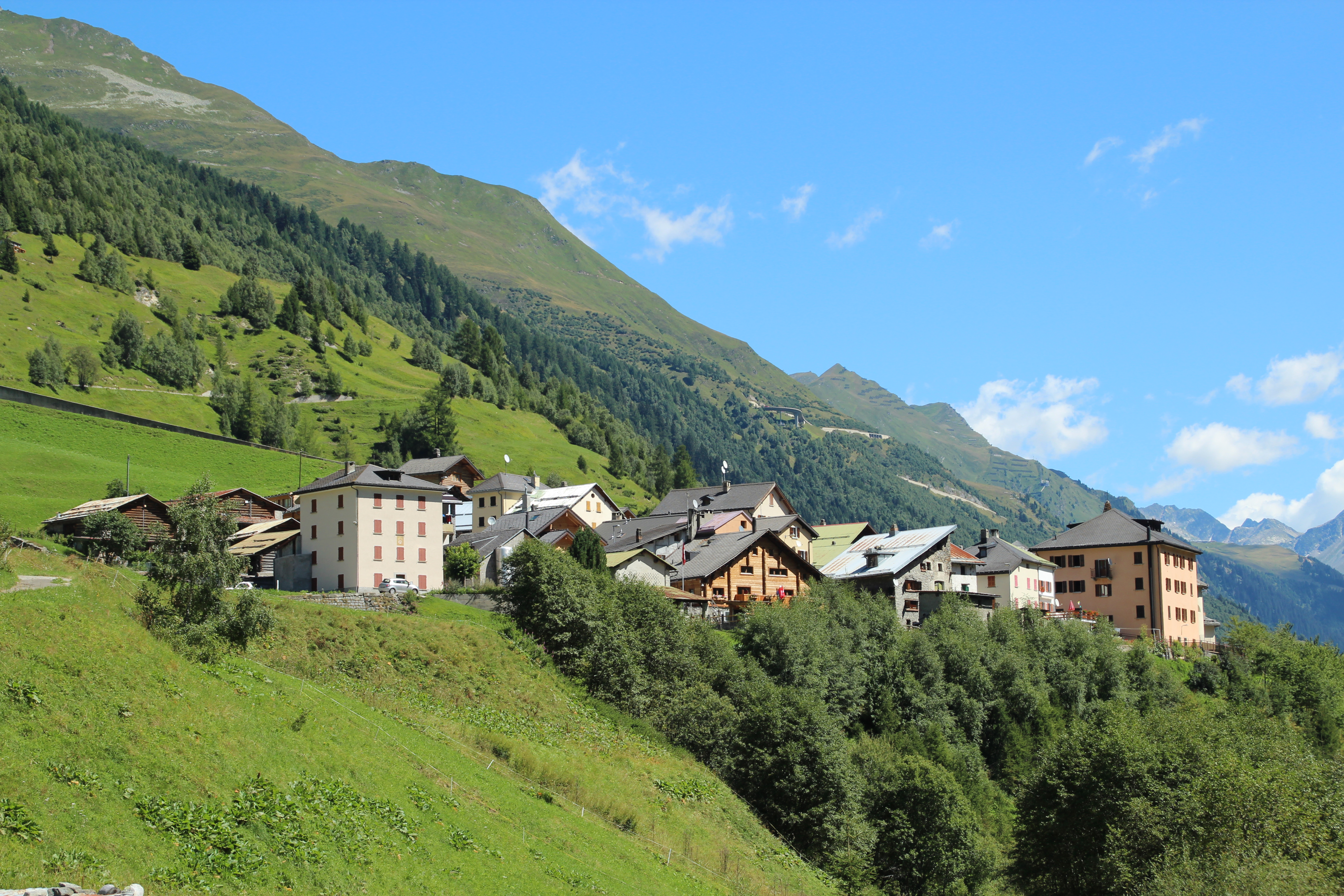
베드레토 빌라
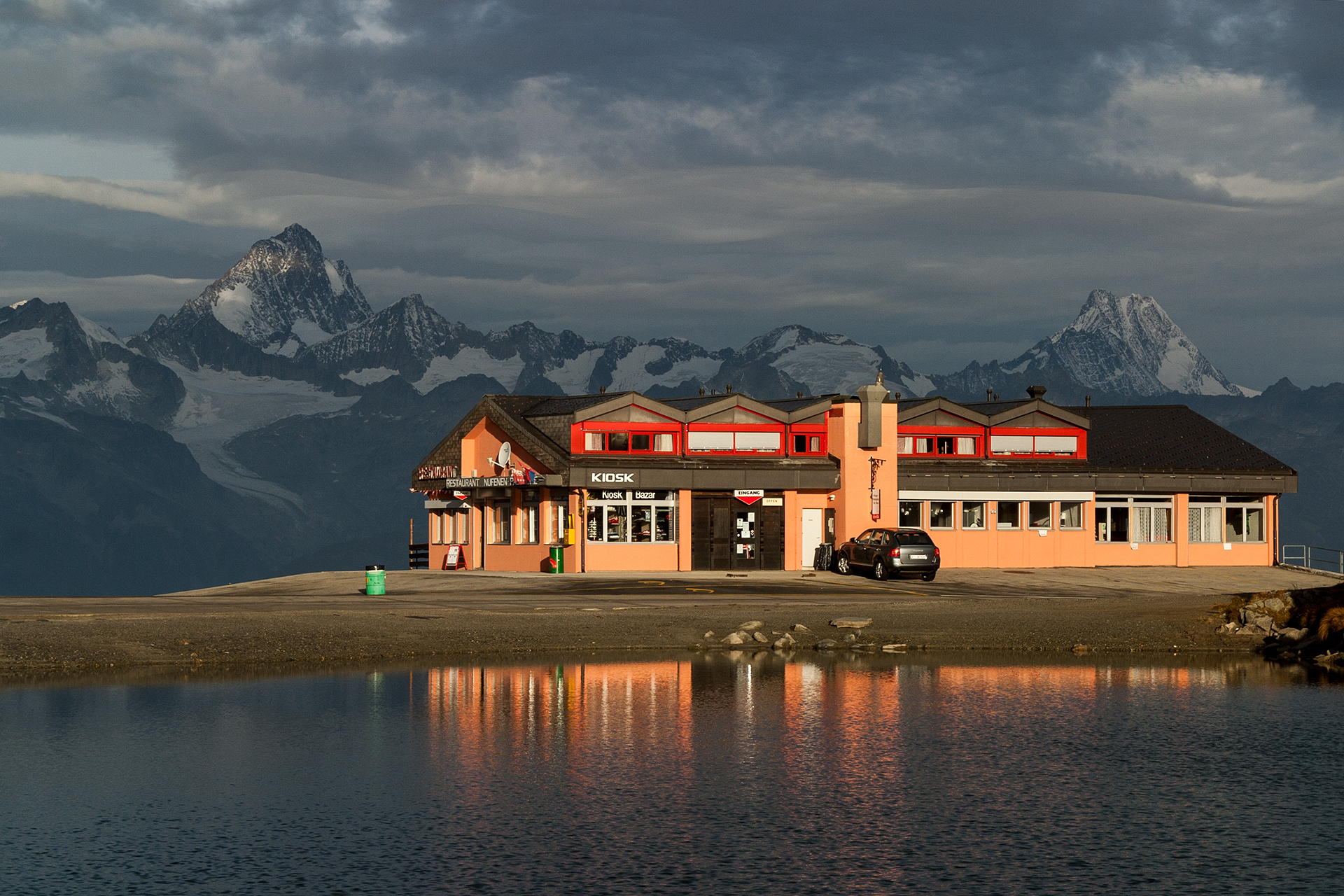
누페넨 고개
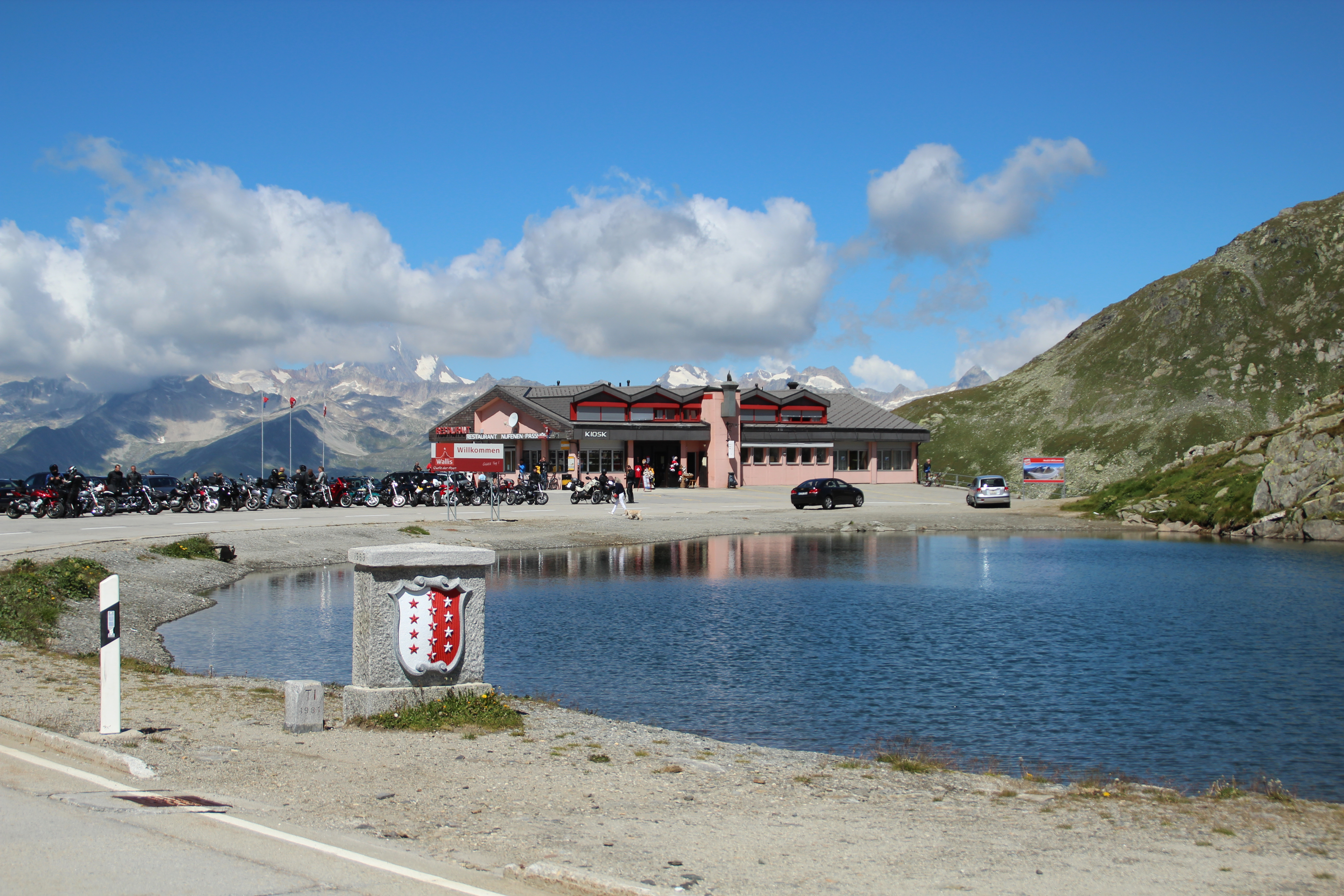
누페넨 고개2

## 경제
2007년 기준으로 베드레토의 실업률은 0.78%였다. 2005년 기준으로 1차 경제 부문에 5명이 고용되어 있고 이 부문에 약 1개 기업이 관여하고 있다. 10명이 2차 부문에 고용되었고, 이 부문에 2개의 기업이 있었다. 12명이 3차 부문에 고용되었으며 이 부문에는 4개의 기업이 있다. 시정촌 주민은 31명으로 일정 정도 고용되었으며 그중 여성이 전체 노동력의 54.8%를 차지하였다.
2000년 기준으로 시정촌으로 출퇴근하는 근로자는 4명, 출퇴근자는 16명이었다. 지방 자치 단체는 근로자의 순수출 주로 전입되는 1명당 약 4.0명의 근로자가 지자체를 전출하고 있다. 근로 인구의 3.2%가 출퇴근을 위해 대중교통을 이용했고, 38.7%가 자가용을 이용했다.
2009년 기준으로 베드레토에는 총 19개의 객실과 45개의 침대가 있는 3개의 호텔이 있다.

## 종교
2000년 인구조사에 따르면 65명 (90.3%)가 로마 가톨릭 신자였으며, 2명 (2.8%)는 스위스 개혁 교회에 속했다. 다른 교회(인구 조사에 등재되지 않음)에 2명(또는 인구의 약 2.78%)이 속해 있으며 3명(또는 인구의 약 4.17%)이 질문에 대답하지 않았다.

## 교육
베드레토에서는 인구의 약 61.3%(25-64세 사이)가 비필수 고등교육 또는 추가 고등교육(대학 또는 응용학문대학)을 완료했다.
2009년 기준, 베드레토에는 총 3명의 학생이 있었다. 티치노 교육 시스템은 최대 3년의 비필수 유치원을 제공하며 베드레토에서는 유치원에 다니는 어린이가 0명이었다. 초등학교 프로그램은 5년 동안 지속되며 표준 학교와 특수학교가 모두 포함된다. 시정촌에서는 일반 초등학교에 다니는 학생이 0명, 특수학교에 다니는 학생이 0명이었다. 중학교 시스템에서 학생들은 2년 중학교에 다니고 2년 예비 견습 과정을 거치거나 고등 교육을 준비하기 위해 4년 프로그램에 참석한다. 중학교 2년제 0명, 예비실습 0명, 4년제 심화과정 1명이었다.
고등학교에는 여러 가지 옵션이 있지만, 고등학교 프로그램이 끝나면 학생은 직업을 찾거나 대학에 진학할 준비가 되어 있어야 한다. 티치노에서 직업 학생은 인턴십 또는 견습 과정(3년 또는 4년 소요)을 수행하는 동안 학교에 다니거나 인턴십 또는 견습 기간(풀타임 학생으로 1년 또는 1년 반이 소요됨)을 거쳐 학교에 다닐 수 있다. 파트타임 학생으로 2년).
전일제 학생은 0명, 파트타임 학생은 2명이었다.
2000년 기준으로, 시외 학교에 다니는 베드레토의 7명의 학생이 있었다.